# 都トム
都トム（ととむ）は、かつてジンセイプロで活動していた日本のお笑いコンビ。2024年8月31日解散。

## メンバー
可児 正（かに ただし、1994年7月9日 - ）（30歳）
ネタ作り担当。
本名、八尾 奏（やお かなで）。滋賀県大津市出身。関西大学総合情報学部卒業。
身長175cm。体重68kg。
同志社大学喜劇研究会53代。
ワタナベコメディスクール29期。ワタナベエンターテインメントに所属していたが、2020年9月に退所。
小学3年生・6年生の時に全国童謡歌唱コンクールファミリー部門で3位を受賞している。
母方の祖父が元NASA職員。
特技は日本地図パズルの手触りでどの都道府県か分かる、高校受験のストレスで漢字の画数を覚える癖が付いたので漢字の画数が一瞬で分かること。
趣味は自治体指定ゴミ袋収集、消火栓の写真を撮る、ギター、オセロ、クイズ。
以前は「公共の八尾」という芸名で活動していた。

高木 払い（たかぎ ばらい、1992年11月13日 - ）（32歳）
本名、阿部 陽平（あべ ようへい）。神奈川県出身。神奈川大学経済学部卒業。
身長165cm。体重59kg。
スクールJCA24期。
特技は2秒ものまね（お相撲さん「おいしいね」、インドカレー屋「バターチキン」etc.）、サッカー解説者のものまね。
趣味はタコス作り、サッカー、レアルマドリードを応援すること。
普通自動車免許の資格を所持している。
「トルティーヤ陽平」「Mr.ドーナツ伝説 咳暁夫」という名義で、ピン芸人としても活動している。

## 経歴
2022年1月14日、可児がR-1グランプリ敗退した日に、ピン芸人ユニット「都会のトムソーヤ（とかいのとむそーや）」として結成。街の人につけられたあだ名が由来であり、はやみねかおるの小説『都会のトム＆ソーヤ』のことは知らなかった。
2022年8月30日、コンビ名をアンコール・トムを由来にした「都トム」に変更。
2023年4月5日、高木がもともと所属していたジンセイプロに、それまでフリーだった可児が所属。正式にコンビとして活動を開始。ジンセイプロはものまねタレントを主力とする事務所であり高木もピンとしてはものまね芸を持つが、「都トム」としてはものまねを使わないコントをメインとしている。
2023年、キングオブコントで準決勝へ進出した。
2024年7月31日、8月末をもって解散することを発表した。解散後は両者ともピン芸人として活動する。可児はジンセイプロを退社しフリーに戻る。

## 賞レースでの成績

### キングオブコント
| 年度             | 結果       | 会場                             | 日時          | 備考 |
| ---------------- | ---------- | -------------------------------- | ------------- | ---- |
| 2022年（第15回） | 2回戦進出  | 南大塚ホール                     | 8月1日        |      |
| 2023年（第16回） | 準決勝進出 | めぐろパーシモンホール・大ホール | 9月20日・21日 |      |
| 2024年（第17回） | 2回戦敗退  | きゅりあん小ホール               | 7月31日       |      |

### M-1グランプリ
| 年度             | 結果      | 会場                   | 日時           | 備考 |
| ---------------- | --------- | ---------------------- | -------------- | ---- |
| 2022年（第15回） | 2回戦進出 | 雷5656会館ときわホール | 2022年10月12日 |      |
| 2023年（第16回） | 2回戦進出 | 雷5656会館ときわホール | 2022年10月20日 |      |

### その他
- 2023年 第5回AUN〜コンビ大喜利王決定戦〜新呼吸 優勝[14]
- 2023年 R-1グランプリ 準々決勝進出[15] ※可児が「都トム可児」として

## 単独ライブ
- 伝説の都トム（2023年7月16日、新宿バティオス）
- みんなの都トム[16]（2024年8月30日、杉並区立方南会館）

## 出演

### テレビ
- アルコ＆ピースのメガホン二郎（テレビ東京、2023年2月18日）[17]
- ザ・細かすぎて伝わらないモノマネ（フジテレビ、2023年7月8日、12月16日）
- ネタパレ（フジテレビ、2023年12月15日）
- マルコポロリ（関西テレビ、2023年12月17日）可児のみ
- 開け！キャラクターのとびら きゃらトビ！（フジテレビ、2024年2月11日、3月17日、3月31日）

### ラジオ
- マイナビ Laughter Night（TBSラジオ、2023年6月9日[18]）
- 都トムのGERA NEXT（GERA放送局、2023年7月5日-7月26日[19]）

### 可児
- 可児正 (@KANITADASHI) - X（旧Twitter）
- 可児正 (public_yao) - note
- 可児正 (@kanitadashi) - Instagram

### 高木
- 高木払い (@takagiomu) - X（旧Twitter）
- 高木払い (@takagibarai) - TikTok
- 高木払い (takagibarai) - note
- 高木払い (@takagi_barai) - Instagram